# Sainte-Croix (Drôme)
Sainte-Croix ist eine Gemeinde im französischen Département Drôme in der Region Auvergne-Rhône-Alpes. Sie gehört zum Arrondissement Die und zum Kanton Le Diois. 

## Lage
Sie grenzt im Nordwesten an Vachères-en-Quint, im Norden an Saint-Andéol, im Osten an Ponet-et-Saint-Auban, im Süden an Barsac und im Südwesten an Pontaix. Das Gemeindegebiet wird vom Fluss Drôme durchquert, in den hier sein Zufluss Sure einmündet.

## Bevölkerungsentwicklung
| Jahr                       | 1962 | 1968 | 1975 | 1982 | 1990 | 1999 | 2008 | 2015 |
| -------------------------- | ---- | ---- | ---- | ---- | ---- | ---- | ---- | ---- |
| Einwohner                  | 141  | 110  | 90   | 92   | 102  | 90   | 89   | 103  |
| Quellen: Cassini und INSEE |      |      |      |      |      |      |      |      |

## Sehenswürdigkeiten
- Protestantische Abteikirche
- Tour de Quint, im 13. Jahrhundert errichtete Festung

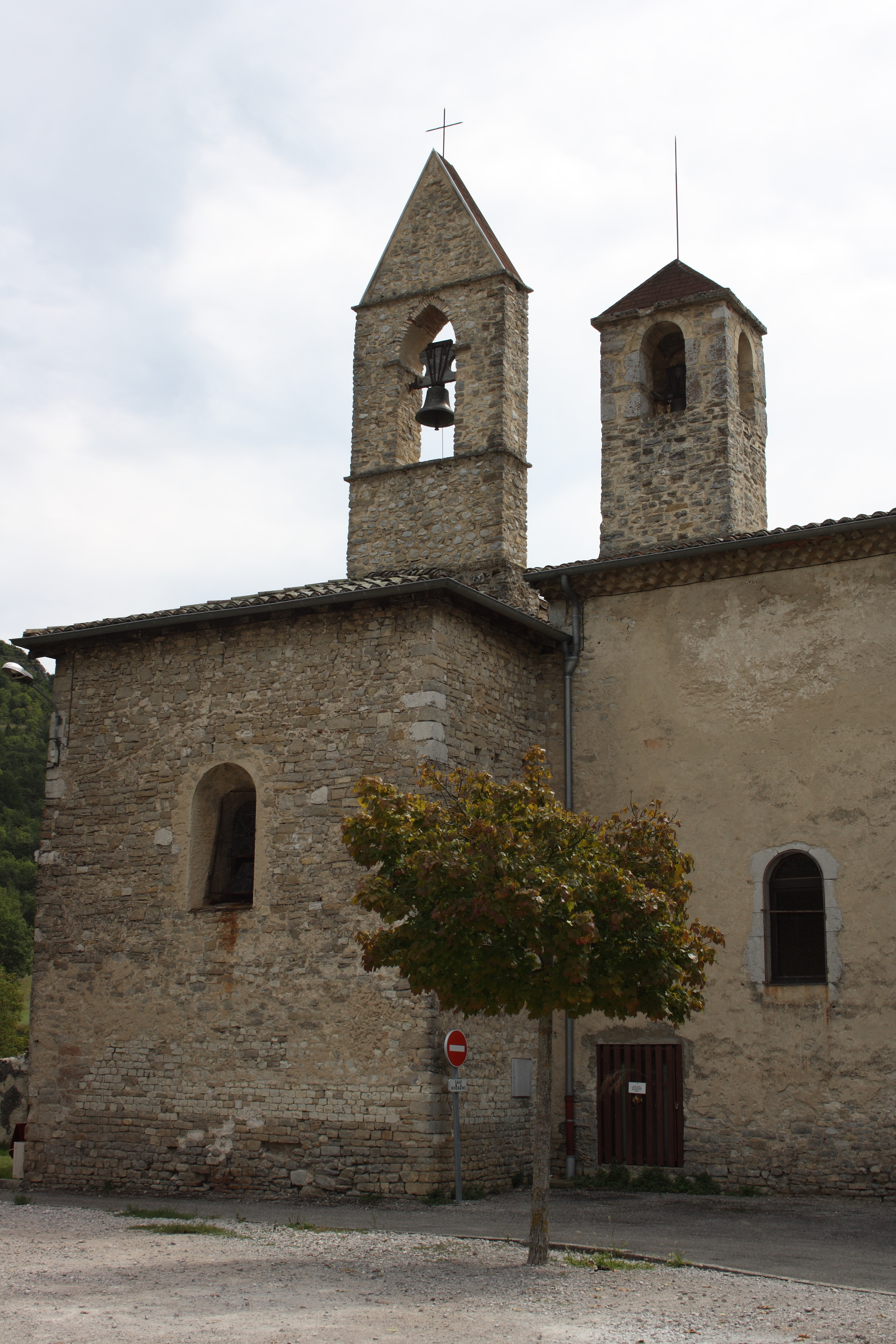
Protestantische Abteikirche
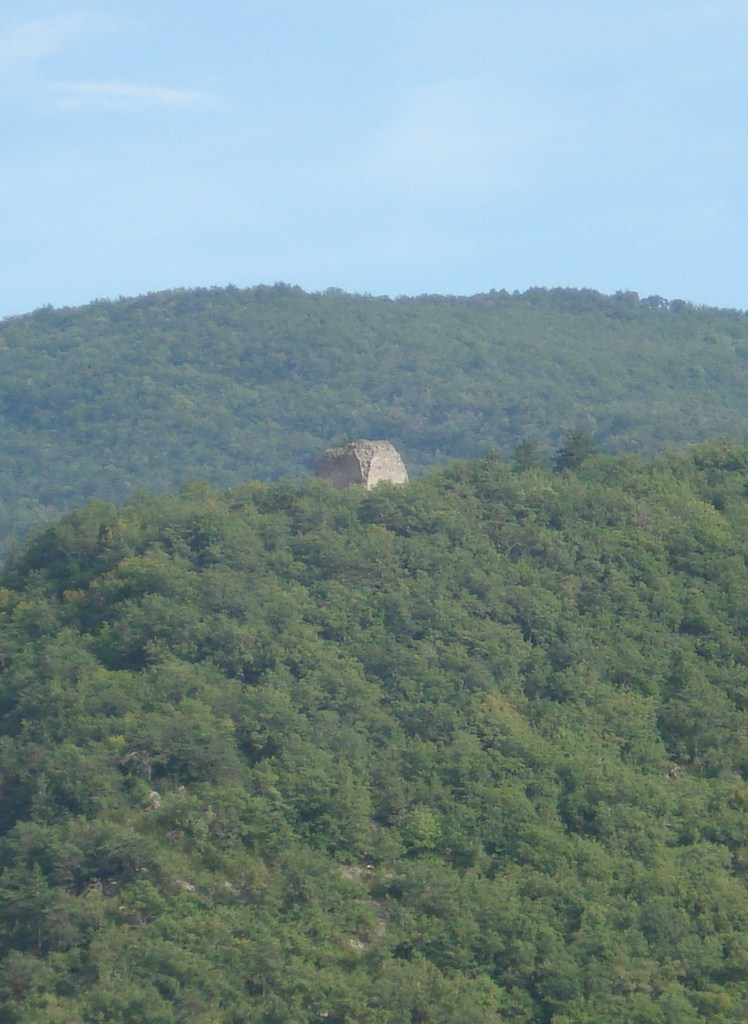
Tour de Quint